# Henny Magnussen
Henny Sophie Magnussen, født Petersen (1878-1937) var en dansk jurist, og den første kvinde der fik lov til at arbejde i Højesteret efter hun fik en juridisk kandidateksamen fra Universitetet i København i 1905. Hun var medvirkende til, at der kom lovændringer til i 1906, der gav kvindelige stud.jur. de samme privilegier som mænd. I 1909 opnåede hun møderet for Højesteret.

## Biografi
Henny Sophie Petersen var født på Frederiksberg den 18. december 1878. Hun var datter af landmand Jens Petersen (død 1924) og hans hustru Boline Buch (1839-1914).
Efter dimission fra Gammelholm Latin- og Realskole i 1900, studerede hun jura på Universitetet i København, da kvinder fik lov til at gennemføre kurset. Hun blev cand. jur. i 1905, og fik ansættelse derefter på et sagførerkontor. Kvinder måtte ikke udføre juridiske forretninger. Så begyndte Magnussen til at tage kontakt til medlemmer af Rigsdagen, for at omstøde denne regel. Sagen blev endeligt indbragt i Folketinget af justitsminister Peter Adler Alberti. Lovforslaget gav kvinder rettigheden til at tjene som advokater ligesom mænd kunne. Derefter kunne Henny Magnussen opnå bestalling som sagførerfuldmægtig i 1906. Hun blev selvstændigt sagfører efter tre års læretid. Hun opfordrede medlemmerne af parlamentet til at støtte hendes forsøg på at få lov til at arbejde ved de højere domstole. Hun blev derefter den første kvindelige overretssagfører i Danmark i 1909.
Den 19 August 1913 blev hun gift med højesteretssagfører Ove Knud Magnussen (1881-1973).
Hun havde et studieophold på Oxford og London fra september 1913 til marts 1914.
I en årrække arbejdede hun med højesteretssagførerne Charles Shaw og Harald Dietrichson. Sideløbende oprettede hun sin egne praksis, hvor hun kunne tiltrække mange kvindelige klienter, især i forbindelse med ægteskabelige konflikter og skilsmissesager. Hun stod i spidsen for den Københavnske afdeling af Dansk Kvindesamfund fra 1907 til 1909.
Henny Magnussen døde den 20. juni 1937 i København, fra hjerteproblemer.